# Amana anhuiensis
Amana anhuiensis là một loài thực vật có hoa trong họ Liliaceae. Loài này được (X.S.Shen) ined. miêu tả khoa học đầu tiên.